# Joševa (Valjevo)
Joševa (Valjevo) (em cirílico: Јошева) é uma vila da Sérvia localizada no município de Valjevo, pertencente ao distrito de Kolubara. A sua população era de 202 habitantes segundo o censo de 2011.

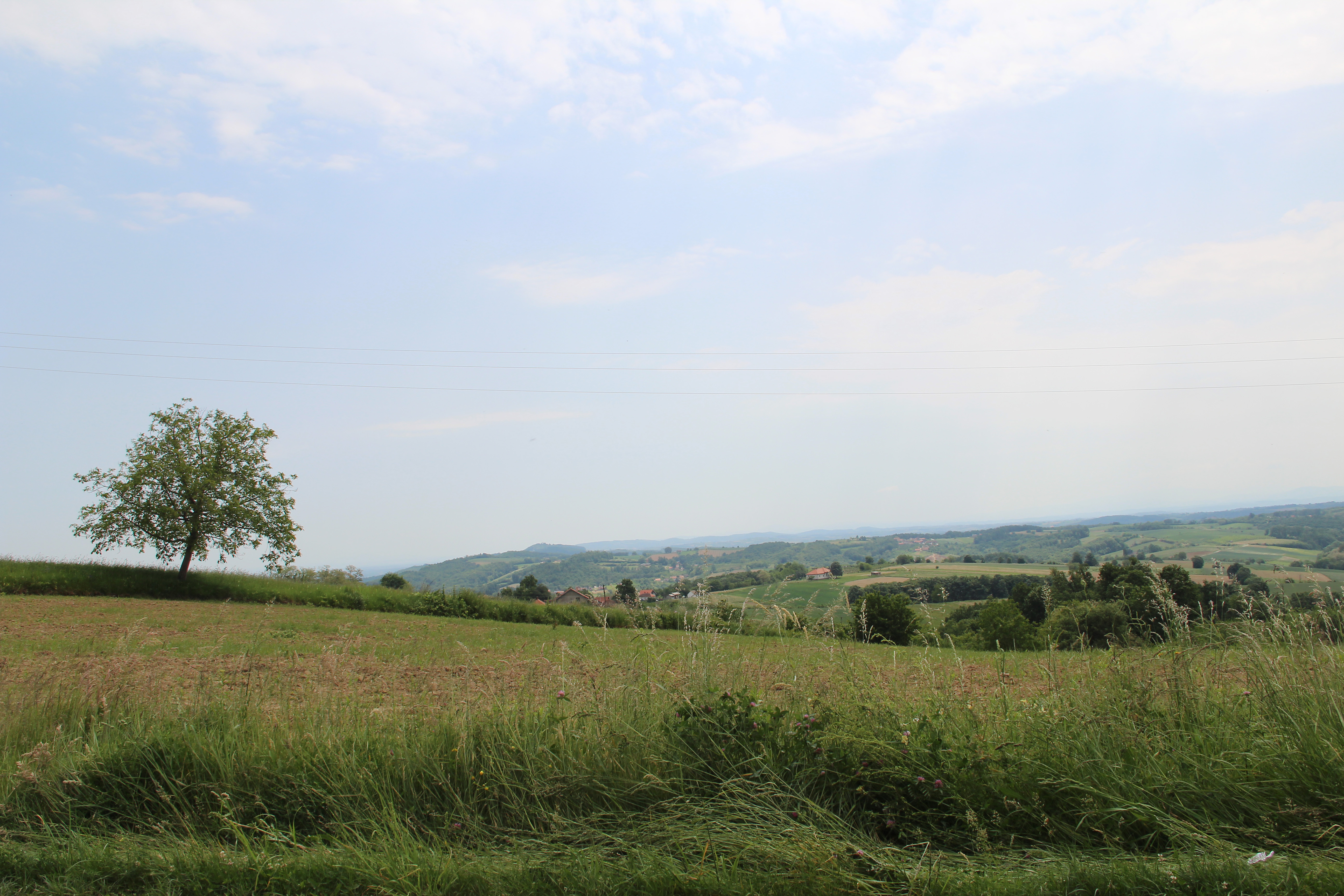
Joseva - panorama
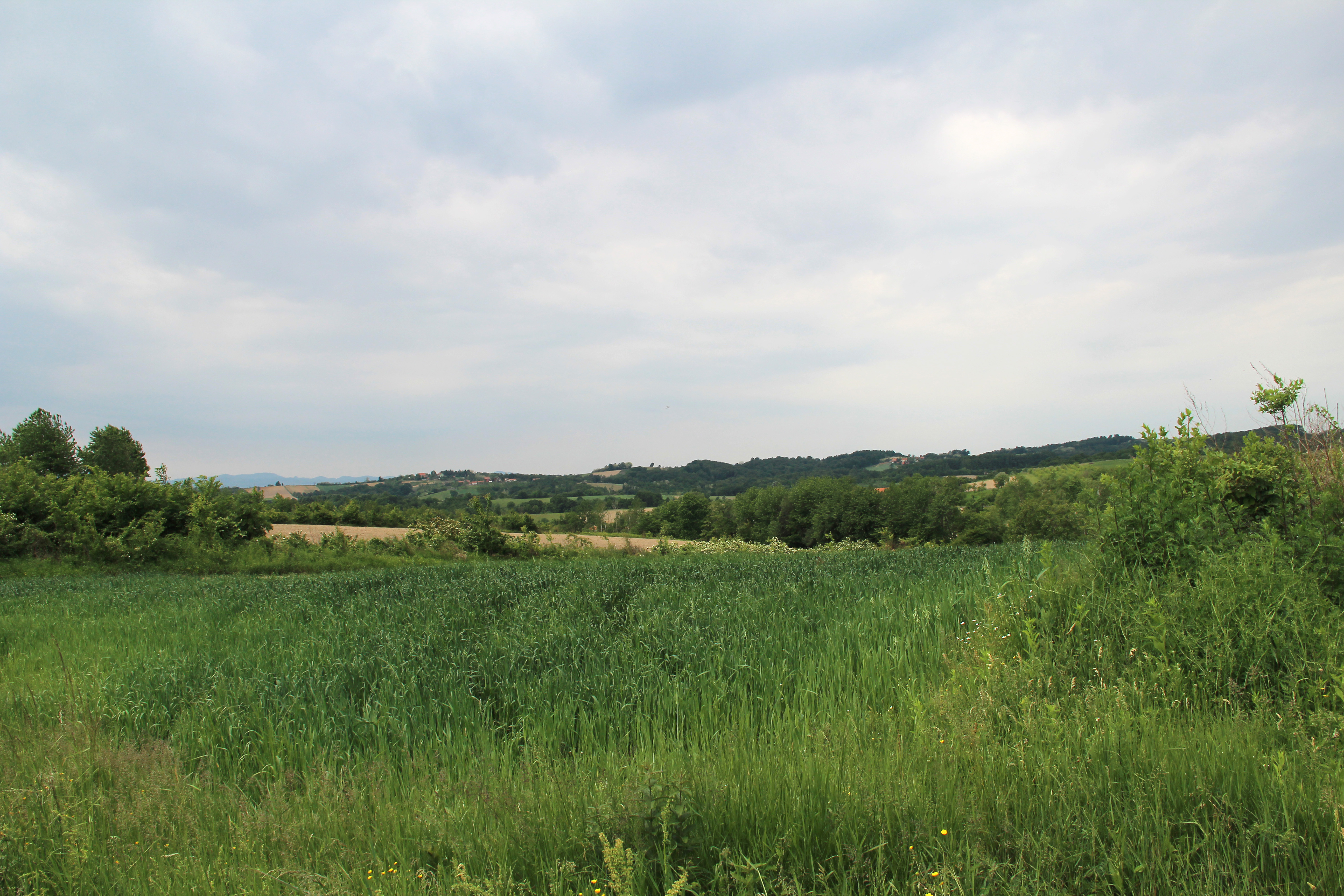
Joseva - panorama
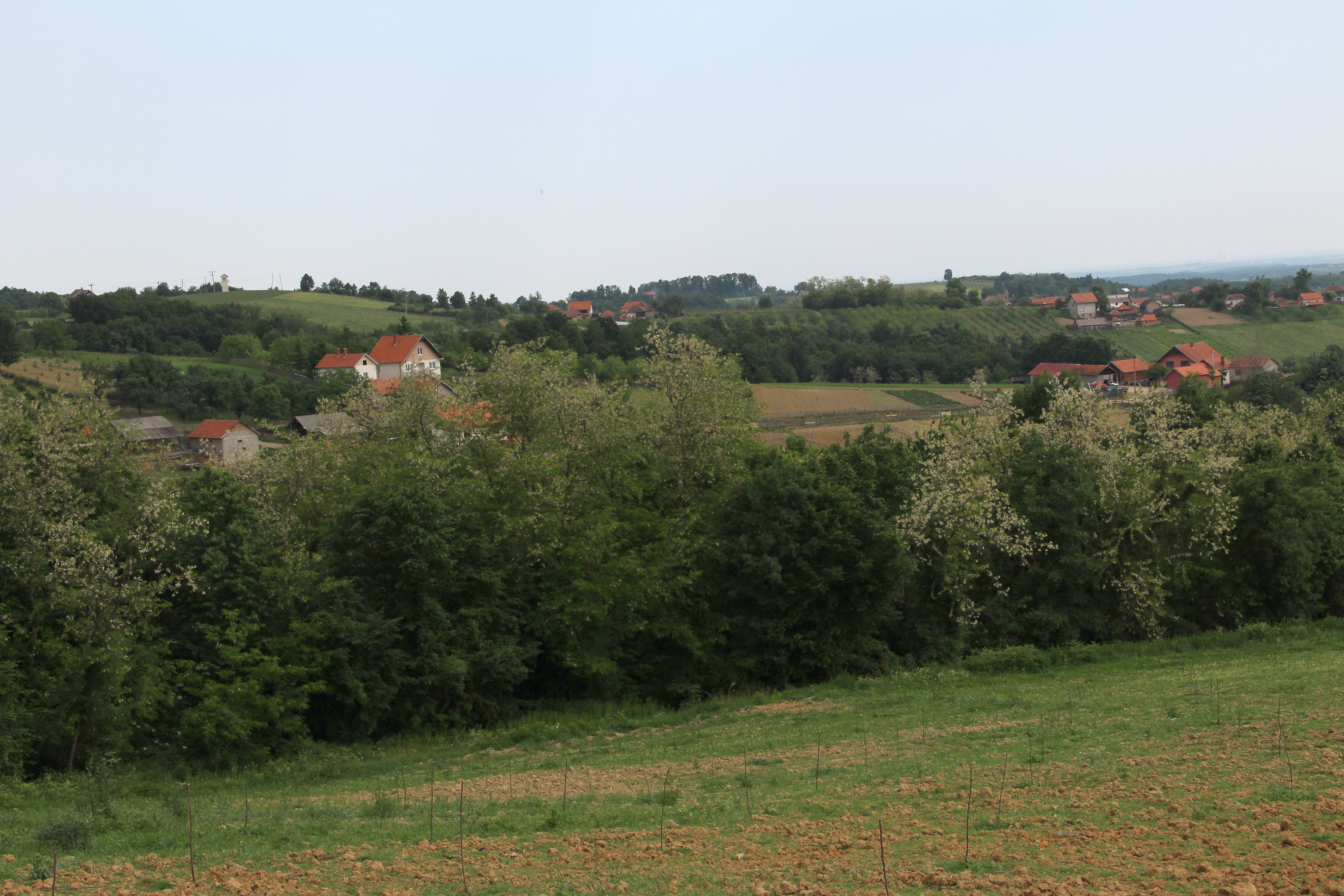
Joseva - panorama
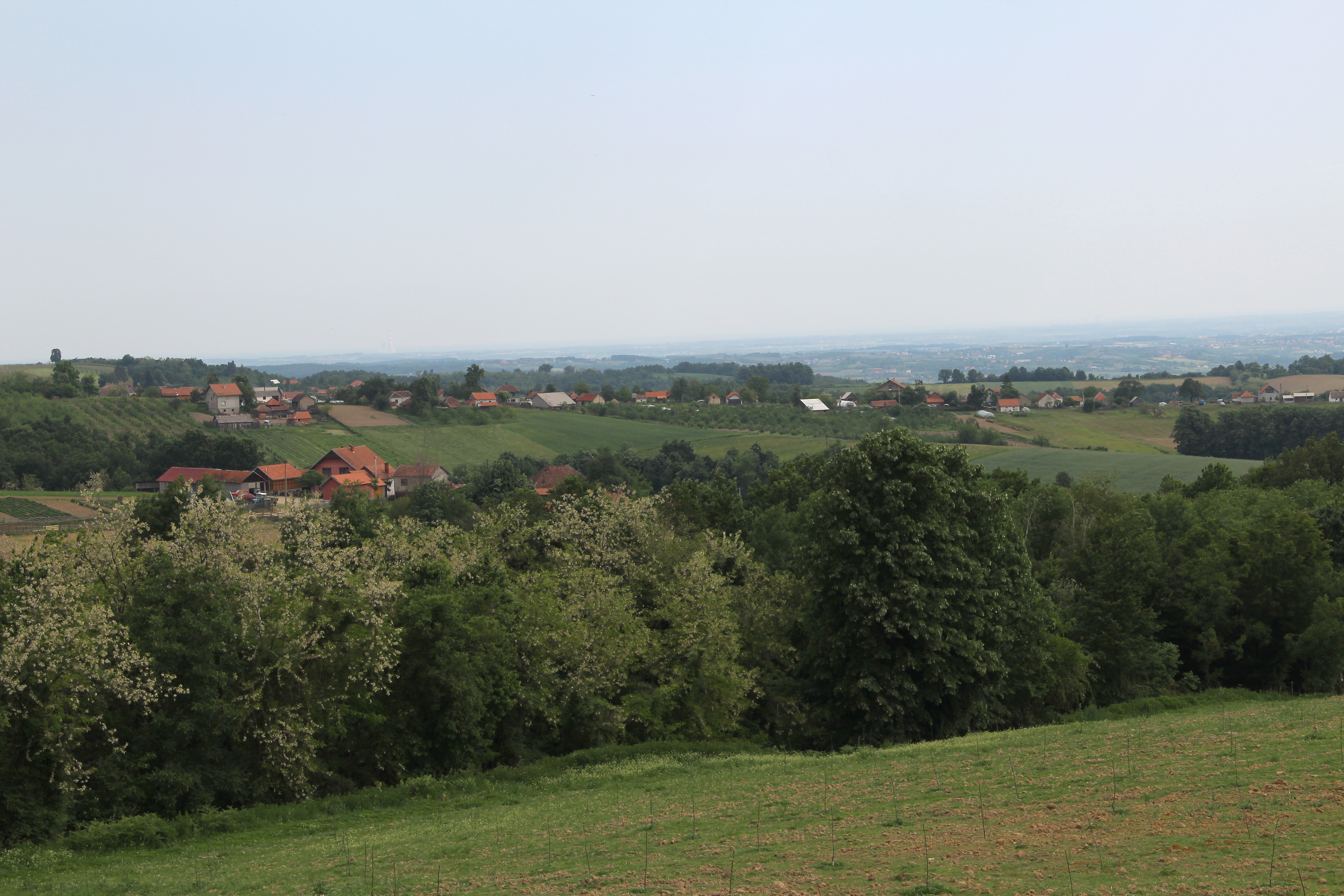
Joseva - panorama
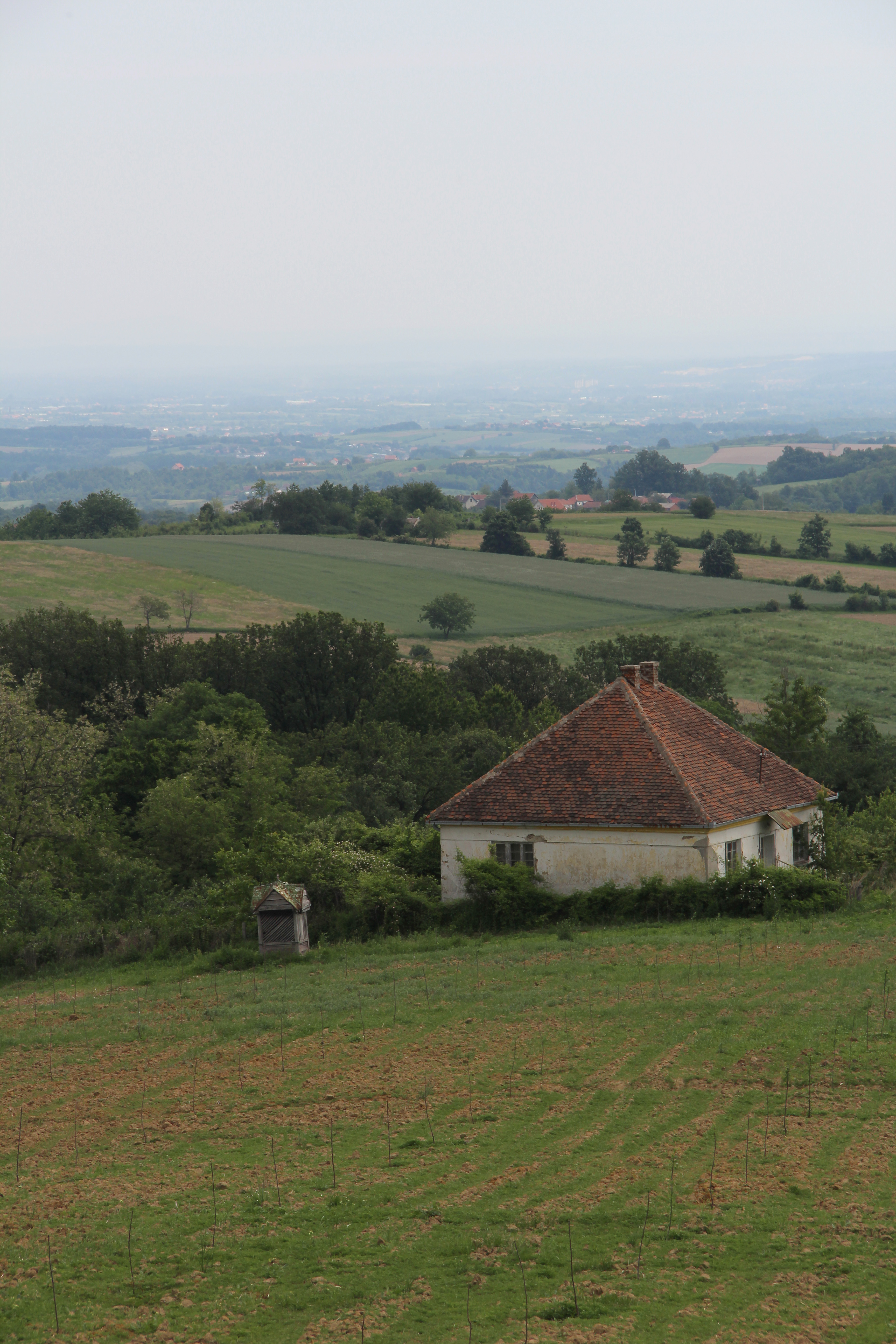
Joseva - panorama
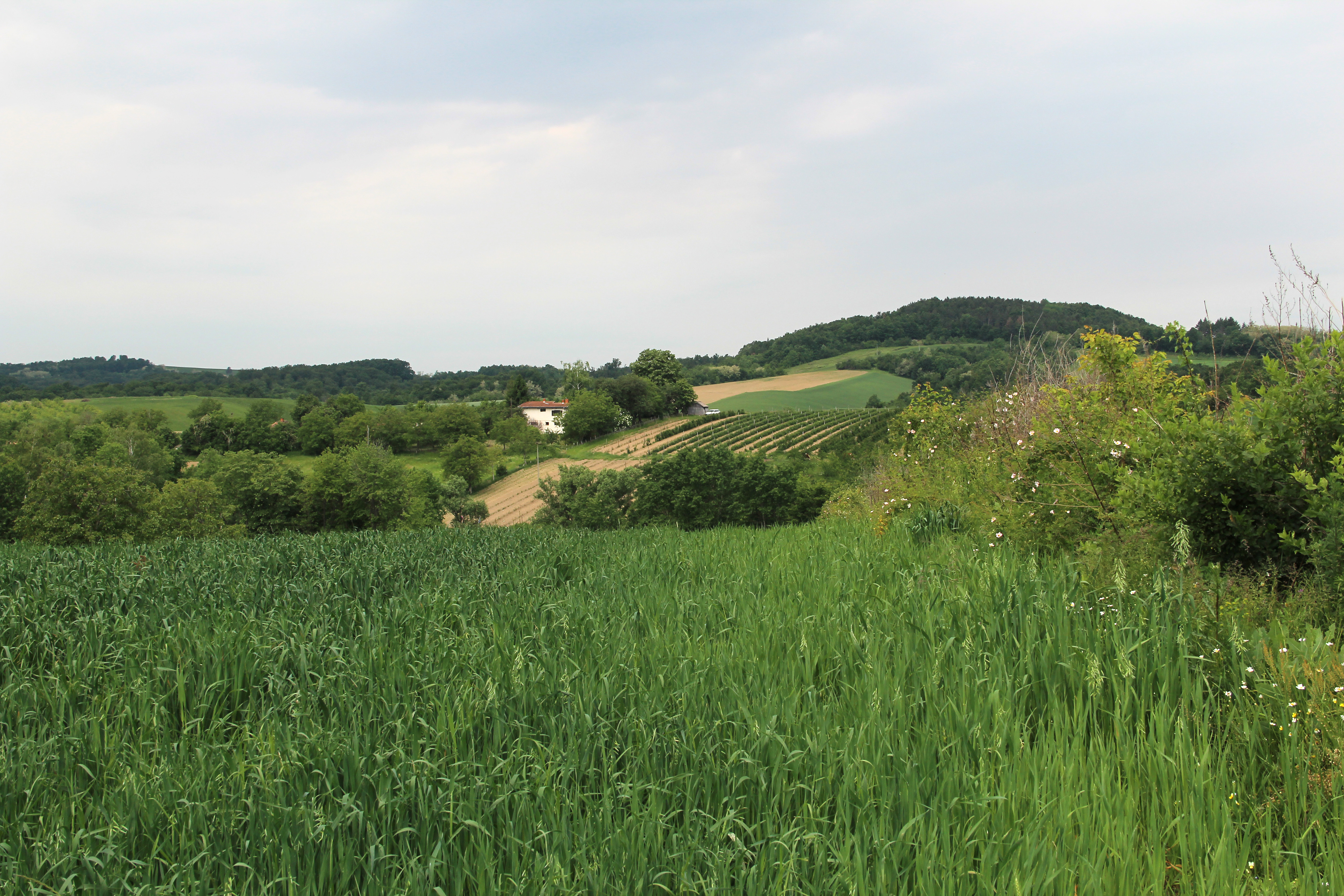
Joseva - panorama
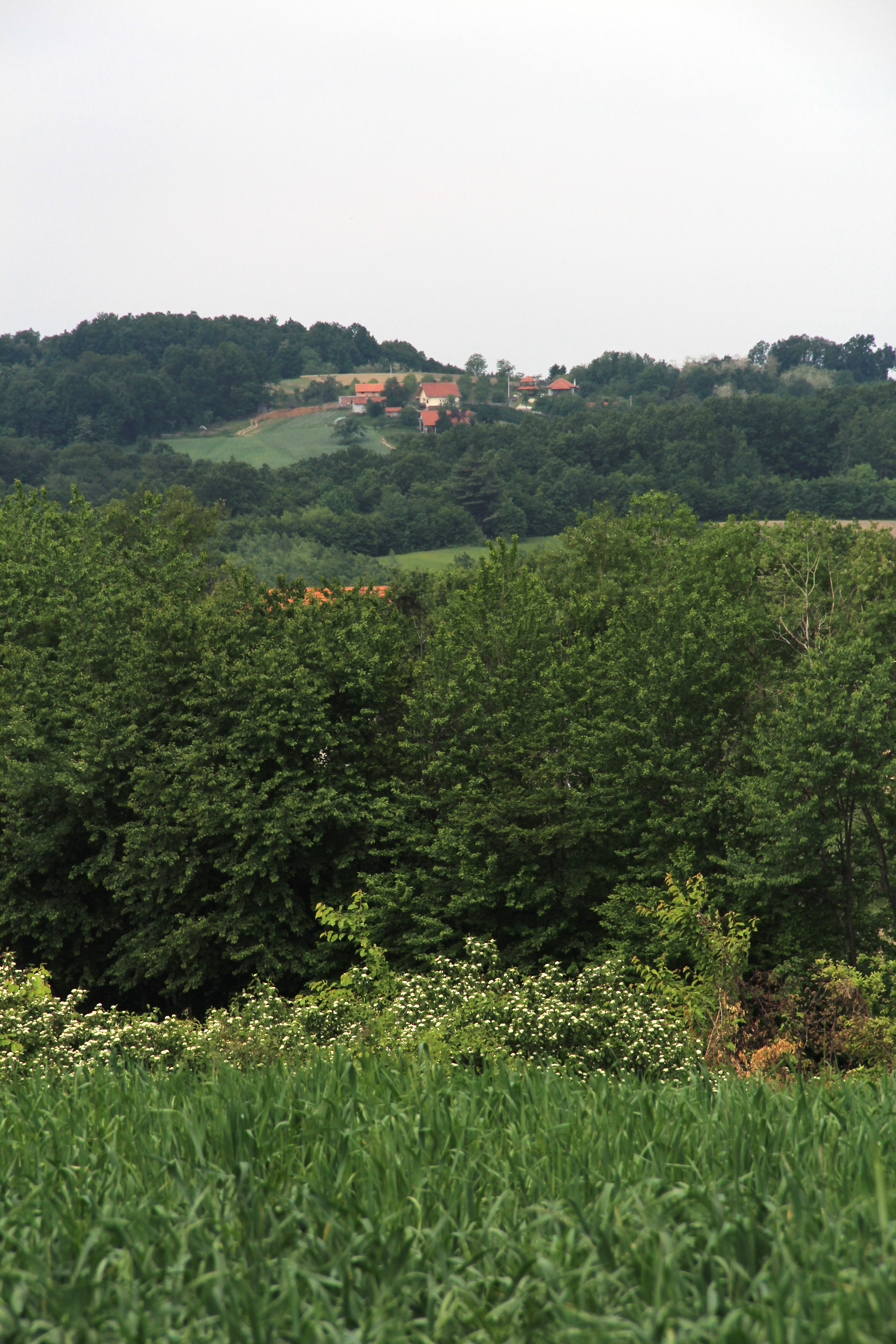
Joseva - panorama

## Demografia
| 1948 | 1953 | 1961 | 1971 | 1981 | 1991 | 2002 | 2011 |
| ---- | ---- | ---- | ---- | ---- | ---- | ---- | ---- |
| 405  | 399  | 388  | 368  | 306  | 276  | 272  | 202  |